# Hotelschool Ter Duinen
De Hotelschool Ter Duinen is een katholieke secundaire hotelschool in de Belgische plaats Koksijde.

## Geschiedenis
De school werd op vraag van de bisschop van Brugge door pastoor Jozef Berten in 1946 opgericht in de Mijn, een vakantieoord van de Centrale der Vrije Mijnwerkers.

## Aanbod
De hotelschool organiseert in de eerste, tweede en de derde graad van het secundair onderwijs de opleiding "hotel" in het Technisch secundair onderwijs en de opleiding "restaurant en keuken" in het Beroepssecundair onderwijs. Een keuze van zevende specialisatiejaren vervolledigt de opleiding. Daardoor wordt de school ook bezocht door leerlingen die in hun secundair onderwijs geen studierichting in de hotelsector hebben gevolgd, maar zich er toch in willen verdiepen. Ook voor volwassenen biedt de school een (aanvullende) opleiding in de sector.
Behalve in meewerkende hotels en restaurants volgen de leerlingen ook stage in een eigen "schoolhotel" en verschillende restaurants op de campus. 

## Bekende oud-leerlingen
- Peter Goossens - Hof van Cleve***
- Tim Boury - Boury***
- Piet Huysentruyt - Likoké* (Frankrijk)
- Geert Van Hecke - De Karmeliet***
- Jeroen Meus - Culinair televisiepresentator (onder meer Dagelijkse kost)
- Stéphane Buyens - Le Fox**
- Seppe Nobels